# 琉璃厰

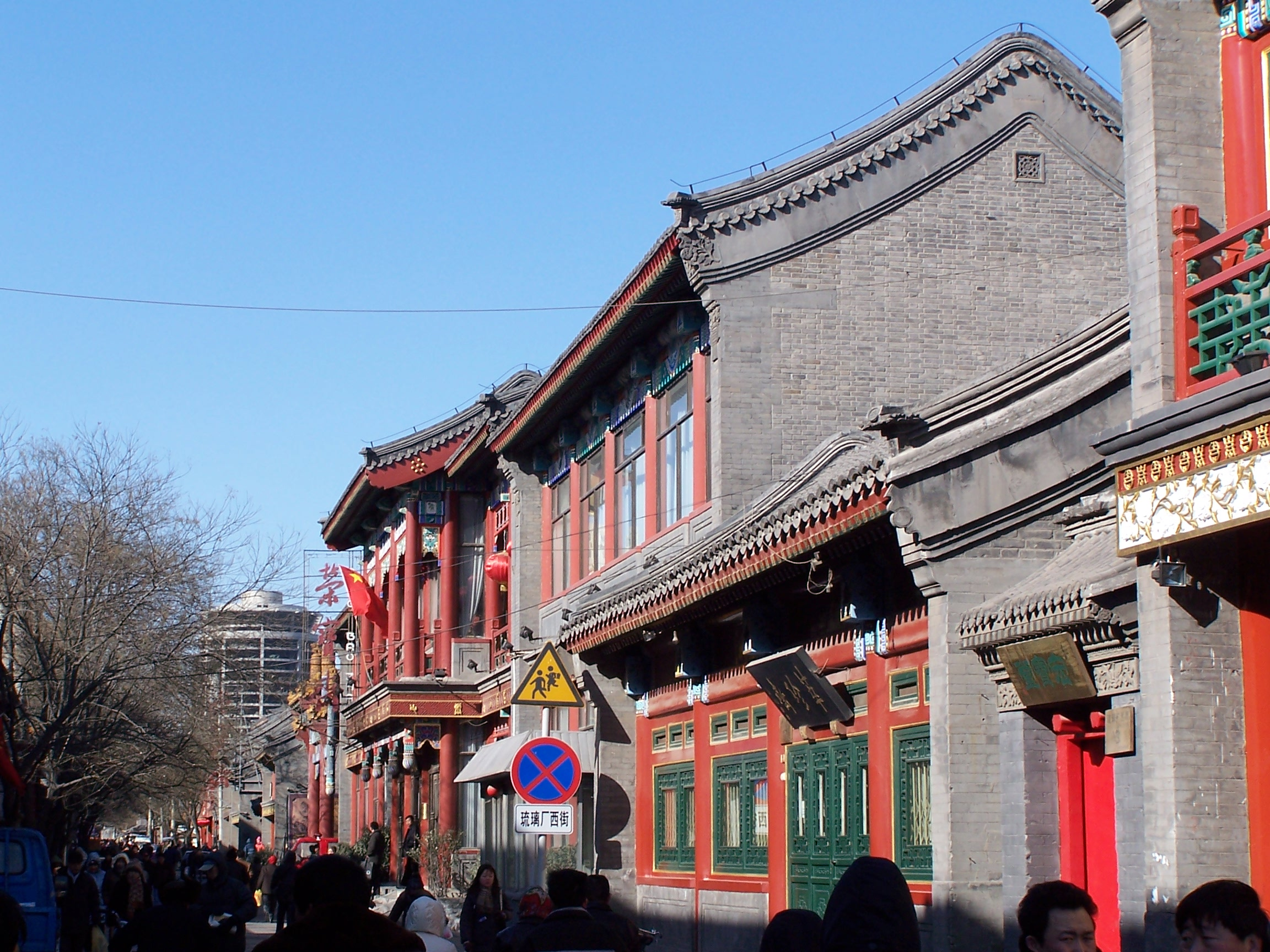
琉璃厰

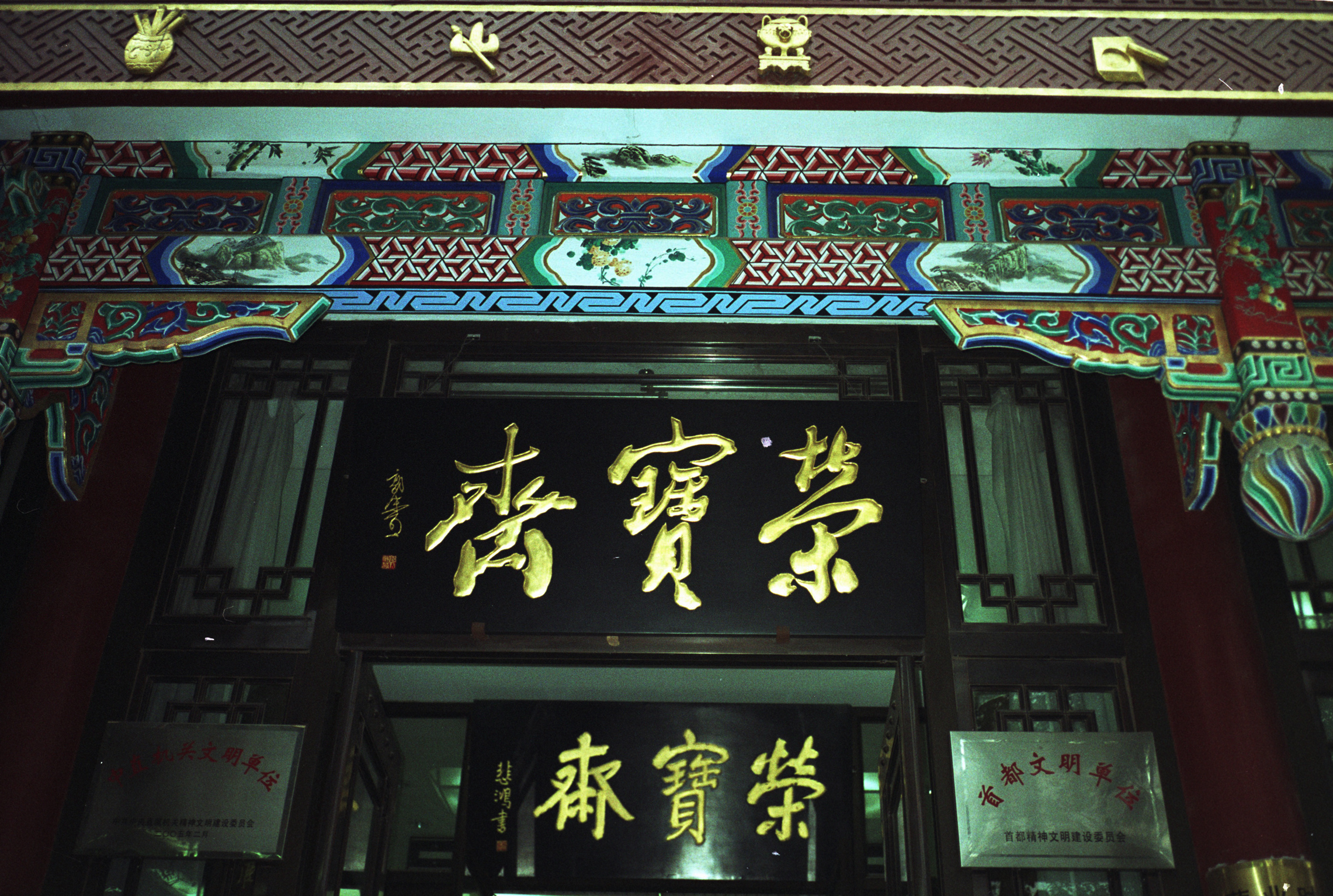
栄宝斎

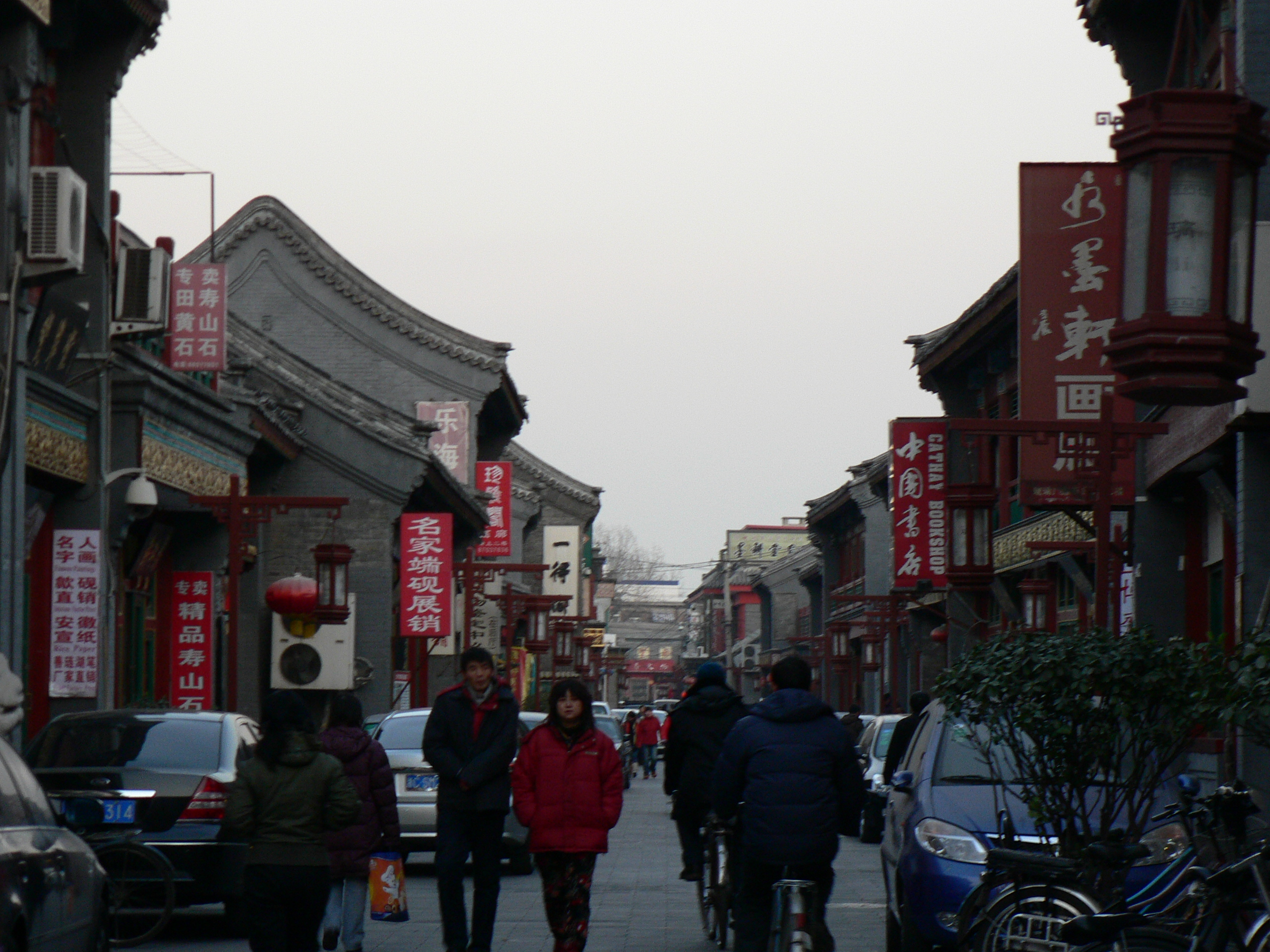
琉璃厰

琉璃厰（るりしょう、リウリーチャン、拼音: Liúlíchǎng、異体字: 琉璃廠、簡体字: 琉璃厂）は、中華人民共和国北京市西城区の新華街に位置する街である。文人墨客の街、書店街として知られる。
「琉璃厰」という名は、明清代に琉璃瓦を焼く工場（工厰）があったことに由来する。
清代の康熙11年（1672年）開業の「栄宝斎」を始めとした、筆・墨・硯・紙の文房四宝や印章、書画骨董を販売する店が立ち並ぶ。
乾隆年間には『四庫全書』編纂のための資料収集にも利用された。上京した科挙受験者の訪問地にもなり、清末民初には葉徳輝・翁同龢・李慈銘・魯迅も訪れた。李氏朝鮮からの燕行使も訪れ、実学派の朴趾源『熱河日記』にも記されている。日本からは中国学者の吉川幸次郎や奥野信太郎が訪れている。現代では北京市内に大型書店が複数でき、書店街としての重要性は落ちているが、名所として独特の地位を維持している。2008年北京オリンピックの際に都市整備の一環として復元工事がされた。